# إوز رمادي
أوز الأنسر Anser anser أو الأوز الرمادي greylag goose شائع في أوروبا، ويصل طوله إلى نحو 80 سم، وهو يعدّ أصل الوز المدجن، ريشه بني رمادي، ومنقاره برتقالي، ورجلاه وقدماه وردية اللون. يتكاثر في آيسلاندا وشماليّ أوروبا وشماليّ آسيا، ويمضي الشتاء في جنوبيّ أوروبا وجنوبيّ آسيا. معظم سلالات الإوز تصدر اصواتا عاليه باستثناء سلاله واحده وهي الوزه الصامته.
أسرة الإوز لهذه الفصيلة انتشار عالمي في كل قارات العالم عدا القطب الجنوبي، وفي معظم جُزر العالم ومجموعات الجزر. تستطيع هذه الطيور السباحة والعوم على سطح الماء، والغوص في بعض الحالات، ولو في المياه السطحية على الأقل.

## التصنيف والتطور النظامي

### الأنواع الحية والتصنيف
- إوز صيني،  Anser cygnoides  - في بعض الأحيان يفصل  Cygnopsis
- إوز الفول،  أنسر Anser fabalis
- إوز الفول التندرا،  Anser serrirostris
- الأوز الوردي القدمين،  brachyrhynchus أنسر
- الأوز الابيض الأكبر،  albifrons أنسر 
  - أوز ابيض المقدمة غرينلاند،  أنسر (albifrons) flavirostris
- إوز صغير أبيض المقدمة،  erythropus أنسر
- الوز الرمادي،  ANSER أنسر
- أوزة مخططة الرأس،  إنديكس أنسر  - في بعض الأحيان يفصل  Eulabeia [5][6][7] في AOU الذي يعتبر مرجعا شهيرا يعاملهم مستقلا أو منفصلا.[8]
- أوز الثلج, Chen caerulescens
- أوز روز, Chen rossii

أيضا قامت بعض الجهات بمعالجة بعض سلالات أنواع متميزة (لا سيما أوزة الفول التندرا)أو انقسام الأنواع المحتملة في المستقبل مثل (خصوصا الأوزة بيضاء المقدمة جرينلاند). في الحفريات وجدت عظام أوزة من منتصف أوائل العصر الجليدي في السلفادور مشابهة إلى حد كبير  أنسر .

### السجلات الحفرية
الحفريات والحفائر تظهر لنا أشكال الحياة بالأزمنة الماضية وظروف معيشتها وحفظها خلال الحقب الجيولوجية المختلفة. في التأريخ التطورى للحفريات ومن معطيات علم العظام نجد الوز هو العضو الأكبر حجما من عائلة البط ويتميز عن اقرانه بالعائلة بطول رقبته. الوز من أكبر الطيور التي تستطيع الطيران ويمكن الافتراض على وجه اليقين المحدود الحفريات الأوروبية من المواقع الداخلية المعروفة تنتمي إلى أنسر. كما أن الأنواع ذات الصلة إلى الإوزة الكندية وقد وصفت في وقت متأخر من العصر الميوسيني فصاعدا في أمريكا الشمالية أيضا،

## العلاقة مع الإنسان وأوضاع الحماية
أثّرت الطيور بالإنسان، كما أثّر الإنسان بالطيور على مدى آلاف السنين. ففي كهوف العصر الحجري رسومات للطيور في فرنسا وإسبانيا وأفريقيا وغيرها. كل ذلك يشير إلى اهتمام الإنسان بالطيور منذ 22 ألف سنة على الأقل.
يعتبر الإوز أحب أنواع الدواجن عند قدماء المصريين ويمكن تربية الإوز بصفة أساسية على المرعى حيث يساعد منقاره المنشاري ولسانه الحاد على التغذية على العلف الأخضر بنجاح ويربى الإوز بجميع أنواعه لانتاج اللحم ويستعمل البيض في التفريخ
اثنين من الأنواع في هذا الجنس لها أهمية تجارية كبرى، بعد أن تم تدجينها كادواجن: أوروبا الأوز المستأنسة مستمدة من أوزة greylag، والصينية، وتستمد بعض الأوز المستأنس الأفريقي من الإوز الصيني.